# Pterolophia fulvisparsa
Pterolophia fulvisparsa là một loài bọ cánh cứng trong họ Cerambycidae.